# 서부 콘퍼런스 (MLS)
서부 콘퍼런스(Western Conference)는 오스틴 FC, 콜로라도 래피즈, FC 댈러스, 로스앤젤레스 갤럭시, 로스앤젤레스 FC, 미네소타 유나이티드 FC, 스포팅 캔자스시티, 휴스턴 다이너모, 새너제이 어스퀘이크스, 레알 솔트레이크,  시애틀 사운더스 FC, 포틀랜드 팀버스, 내슈빌 SC, 밴쿠버 화이트캡스 FC로 이루어진 메이저 리그 사커의 콘퍼런스이다. 2000년부터 2001년까지는 서부 디비전(Western Division)이었다.

## 서부 콘퍼런스 소속 팀
| 구단명                 | 연고지                    | 경기장                        | 수용 인원     | 창설          | 가맹          |               |
| 서부 콘퍼런스          | 서부 콘퍼런스             | 서부 콘퍼런스                 | 서부 콘퍼런스 | 서부 콘퍼런스 | 서부 콘퍼런스 | 서부 콘퍼런스 |
| ---------------------- | ------------------------- | ----------------------------- | ------------- | ------------- | ------------- | ------------- |
| 새너제이 어스퀘이크스  | 캘리포니아주 새너제이     | 페이팔 파크                   | 18,000명      | 1994년        | 1996년        |               |
| 스포팅 캔자스시티      | 캔자스주 캔자스시티       | 칠드런즈 머시 파크            | 18,467명      | 1995년        | 1996년        |               |
| 콜로라도 래피즈        | 콜로라도주 커머스시티     | 딕스 스포팅 구즈 파크         | 18,087명      | 1995년        | 1996년        |               |
| FC 댈러스              | 텍사스주 프리스코         | 도요타 스타디움               | 21,193명      | 1995년        | 1996년        |               |
| 로스앤젤레스 갤럭시    | 캘리포니아주 카슨         | 디그니티 헬스 스포츠 파크     | 27,000명      | 1995년        | 1996년        |               |
| 레알 솔트레이크        | 유타주 샌디               | 리오 틴토 스타디움            | 20,008명      | 2004년        | 2005년        |               |
| 휴스턴 다이너모        | 텍사스주 휴스턴           | BBVA 컴패스 스타디움          | 22,000명      | 2005년        | 2006년        |               |
| 시애틀 사운더스 FC     | 워싱턴주 시애틀           | 센추리링크 필드               | 38,500명      | 2007년        | 2009년        |               |
| 밴쿠버 화이트캡스 FC   | 브리티시컬럼비아주 밴쿠버 | BC 플레이스                   | 21,500명      | 2009년        | 2011년        |               |
| 포틀랜드 팀버스        | 오리건주 포틀랜드         | 프로비던스 파크               | 20,323명      | 2009년        | 2011년        |               |
| 미네소타 유나이티드 FC | 미네소타주 미니애폴리스   | 알리안츠 필드                 | 20,000명      | 2010년        | 2017년        |               |
| 로스앤젤레스 FC        | 캘리포니아주 로스앤젤레스 | 뱅크 오브 캘리포니아 스타디움 | 22,000명      | 2014년        | 2018년        |               |
| 오스틴 FC              | 텍사스주 오스틴           | Q2 스타디움                   | 20,738명      | 2019년        | 2021년        |               |
| 내슈빌 SC              | 테네시주 내슈빌           | 내슈빌 페어그라운즈 스타디움  | 30,000명      | 2017년        | 2022년        |               |

## 역대 서부 콘퍼런스 라인업
| 연도          | 클럽 | 클럽 수 |
| ------------- | --- | ------- |
| 1996년        | 콜로라도 래피즈 · 댈러스 번 · 캔자스시티 위즈 · 로스앤젤레스 갤럭시 · 새너제이 클래시 | 5개     |
| 1997년        | 콜로라도 래피즈 · 댈러스 번 · 캔자스시티 위저즈 · 로스앤젤레스 갤럭시 · 새너제이 클래시 | 5개     |
| 1998년~1999년 | 시카고 파이어 · 콜로라도 래피즈 · 댈러스 번 · 캔자스시티 위저즈 · 로스앤젤레스 갤럭시 · 새너제이 클래시 | 6개     |
| 2000년~2001년 | 콜로라도 래피즈 · 캔자스시티 위저즈 · 로스앤젤레스 갤럭시 · 새너제이 어스퀘이크스 | 4개     |
| 2002년~2004년 | 콜로라도 래피즈 · 댈러스 번 · 캔자스시티 위저즈 · 로스앤젤레스 갤럭시 · 새너제이 어스퀘이크스 | 5개     |
| 2005년        | CD 치바스 USA · 콜로라도 래피즈 · FC 댈러스 · 로스앤젤레스 갤럭시 · 레알 솔트레이크 · 새너제이 어스퀘이크스 | 6개     |
| 2006년~2007년 | CD 치바스 USA · 콜로라도 래피즈 · FC 댈러스 · 휴스턴 다이너모 · 로스앤젤레스 갤럭시 · 레알 솔트레이크 | 6개     |
| 2008년        | CD 치바스 USA · 콜로라도 래피즈 · FC 댈러스 · 휴스턴 다이너모 · 로스앤젤레스 갤럭시 · 레알 솔트레이크 · 새너제이 어스퀘이크스 | 7개     |
| 2009년~2010년 | CD 치바스 USA · 콜로라도 래피즈 · FC 댈러스 · 휴스턴 다이너모 · 로스앤젤레스 갤럭시 · 레알 솔트레이크 · 새너제이 어스퀘이크스 · 시애틀 사운더스 FC | 8개     |
| 2011년~2014년 | CD 치바스 USA · 콜로라도 래피즈 · FC 댈러스 · 로스앤젤레스 갤럭시 · 포틀랜드 팀버스 · 레알 솔트레이크 · 새너제이 어스퀘이크스 · 시애틀 사운더스 FC · 밴쿠버 화이트캡스 FC                                                                                        | 9개     |
| 2015년~2016년 | 콜로라도 래피즈 · FC 댈러스 · 휴스턴 다이너모 · 로스앤젤레스 갤럭시 · 포틀랜드 팀버스 레알 솔트레이크 · 새너제이 어스퀘이크스 · 시애틀 사운더스 FC · 스포팅 캔자스시티 · 밴쿠버 화이트캡스 FC                                                                    | 10개    |
| 2016년~2017년 | 콜로라도 래피즈 · FC 댈러스 · 휴스턴 다이너모 · 로스앤젤레스 갤럭시 · 미네소타 유나이티드 FC · 포틀랜드 팀버스 레알 솔트레이크 · 새너제이 어스퀘이크스 · 시애틀 사운더스 FC · 스포팅 캔자스시티 · 밴쿠버 화이트캡스 FC                                           | 11개    |
| 2018년~2019년 | 콜로라도 래피즈 · FC 댈러스 · 휴스턴 다이너모 · 로스앤젤레스 갤럭시 · 로스앤젤레스 FC · 미네소타 유나이티드 FC · 포틀랜드 팀버스 레알 솔트레이크 · 새너제이 어스퀘이크스 · 시애틀 사운더스 FC · 스포팅 캔자스시티 · 밴쿠버 화이트캡스 FC                         | 12개    |
| 2020년        | 콜로라도 래피즈 · FC 댈러스 · 휴스턴 다이너모 · 로스앤젤레스 갤럭시 · 로스앤젤레스 FC · 미네소타 유나이티드 FC · 포틀랜드 팀버스 레알 솔트레이크 · 새너제이 어스퀘이크스 · 시애틀 사운더스 FC · 스포팅 캔자스시티 · 밴쿠버 화이트캡스 FC                         | 12개    |
| 2021년        | 오스틴 FC · 콜로라도 래피즈 · FC 댈러스 · 휴스턴 다이너모 · 로스앤젤레스 갤럭시 · 로스앤젤레스 FC · 미네소타 유나이티드 FC · 포틀랜드 팀버스 레알 솔트레이크 · 새너제이 어스퀘이크스 · 시애틀 사운더스 FC · 스포팅 캔자스시티 · 밴쿠버 화이트캡스 FC             | 13개    |
| 2022년-현재   | 오스틴 FC · 콜로라도 래피즈 · FC 댈러스 · 휴스턴 다이너모 · 로스앤젤레스 갤럭시 · 로스앤젤레스 FC · 미네소타 유나이티드 FC · 포틀랜드 팀버스 레알 솔트레이크 · 새너제이 어스퀘이크스 · 시애틀 사운더스 FC · 스포팅 캔자스시티 · 내슈빌 SC · 밴쿠버 화이트캡스 FC | 14개    |

## 역대 서부 콘퍼런스 정규 시즌 우승 팀
| 연도 | 우승팀                | 시즌 성적 (골 득실차) |
| ---- | --------------------- | --------------------- |
| 1996 | 로스앤젤레스 갤럭시   | 19승 13패 (+10)       |
| 1997 | 캔자스시티 위저즈     | 21승 11패 (+6)        |
| 1998 | 로스앤젤레스 갤럭시   | 24승 8패 (+41)        |
| 1999 | 로스앤젤레스 갤럭시   | 20승 12패 (+20)       |
| 2000 | 캔자스시티 위저즈     | 16승 7패 9무 (+18)    |
| 2001 | 로스앤젤레스 갤럭시   | 14승 7패 5무 (+16)    |
| 2002 | 로스앤젤레스 갤럭시   | 16승 9패 3무 (+11)    |
| 2003 | 새너제이 어스퀘이크스 | 14승 7패 9무 (+10)    |
| 2004 | 캔자스시티 위저즈     | 14승 9패 7무 (+8)     |
| 2005 | 새너제이 어스퀘이크스 | 18승 4패 10무 (+22)   |
| 2006 | FC 댈러스             | 16승 12패 4무 (+4)    |
| 2007 | CD 치바스 USA         | 15승 7패 8무 (+8)     |
| 2008 | 휴스턴 다이너모       | 13승 5패 12무 (+13)   |
| 2009 | 로스앤젤레스 갤럭시   | 12승 6패 12무 (+5)    |
| 2010 | 로스앤젤레스 갤럭시   | 18승 7패 5무 (+18)    |
| 2011 | 로스앤젤레스 갤럭시   | 19승 5패 10무 (+20)   |
| 2012 | 새너제이 어스퀘이크스 | 19승 6패 9무 (+29)    |
| 2013 | 포틀랜드 팀버스       | 14승 5패 15무 (+21)   |
| 2014 | 시애틀 사운더스 FC    | 20승 10패 4무 (+15)   |
| 2015 | FC 댈러스             | 18승 10패 6무 (+13)   |
| 2016 | FC 댈러스             | 17승 8패 9무 (+10)    |
| 2017 | 포틀랜드 팀버스       | 15승 11패 8무 (+10)   |
| 2018 | 스포팅 캔자스시티     | 18승 8패 8무 (+25)    |
| 2019 | 로스앤젤레스 FC       | 21승 4패 9무 (+48)    |
| 2020 | 시애틀 사운더스 FC    | 11승 5패 6무 (+21)    |
| 2021 | 콜로라도 래피즈       | 17승 7패 10무 (+16)   |

## 콘퍼런스 우승 횟수
| 횟수 | 팀                                 |
| ---- | ---------------------------------- |
| 8회  | 로스앤젤레스 갤럭시                |
| 4회  | 스포팅 캔자스시티                  |
| 3회  | 새너제이 어스퀘이크스 FC 댈러스    |
| 2회  | 포틀랜드 팀버스 시애틀 사운더스 FC |
| 1회  | CD 치바스 USA 휴스턴 다이너모      |

## 같이 보기
- 동부 콘퍼런스 (MLS)
- 센트럴 디비전 (MLS)